# Трайген
Трайге́н (исп. Traiguén) — город  в Чили. Административный центр одноимённой коммуны. Население — 14 140 человек (2002).   Город  и коммуна входит в состав провинции Мальеко и области Араукания.
Территория коммуны —  908 км². Численность населения — 18 891 житель (2007). Плотность населения — 20,81 чел./км².

## Расположение
Город  расположен в 54 км на север от административного центра области города Темуко и в 51 км на юг от административного центра провинции  города Анголь.
Коммуна граничит:
- на севере — c коммуной Лос-Саусес
- на северо-востоке — c коммуной Эрсилья
- на востоке — с коммуной Виктория
- на юге — c коммунами Гальварино, Перкенко
- на западе — c коммуной Лумако

## Демография
Согласно сведениям, собранным в ходе переписи Национальным институтом статистики,  население коммуны составляет 18 891 человек, из которых 9400 мужчин и 9491 женщина.
Население коммуны составляет 2,02 % от общей численности населения области Араукания. 29,12 %  относится к сельскому населению и 70,88 % — городское население.